# Anochetus rothschildi
Anochetus rothschildi é uma espécie de formiga do gênero Anochetus, pertencente à subfamília Ponerinae.